# Nossa Senhora de Guadalupe (Espanha)
Nossa Senhora de Guadalupe é uma advocação mariana cujo santuário está situado na vila de Guadalupe, província de Cáceres, Estremadura, Espanha. Ela é padroeira da Estremadura desde 1907, sendo assim uma das sete padroeiras das comunidades autônomas da Espanha. Sua festa se celebra em 8 de setembro.
Em 1928 foi coroada canonicamente como "Rainha da
Hispanidade" pelo primado da Espanha na presença do rei Afonso XIII. Isso porque Colombo batizou uma ilha com este nome em 1493 e, desde o século XVI, espalhou a devoção católica na América Latina com uma representação da Virgem de Guadalupe encontrada no México.[carece de fontes?].
a Virgem de Guadalupe detém ambos os títulos: Padroeira de Extremadura (8 de setembro, Dia de Extremadura) e da Hispanidade (tradicionalmente em 12 de outubro, Festa da Hispanidade, coincidindo com o Dia Nacional da Espanha, que também coincide com a festa de Pilar, causando confusões de padroado).
Em 1993, a UNESCO declarou todo o conjunto do mosteiro e basílica de Guadalupe (em Extremadura) como Patrimônio Mundial da Humanidade, mencionando a importância "da célebre estátua da Virgem de Guadalupe, que se tornou um poderoso símbolo da cristianização de grande parte do Novo Mundo".

## Descrição
É datada do final do século XII. É uma virgem sentada, feita em madeira de cedro. É de estilo românico ou proto-gótico. A escultura mede 59 centímetros e pesa 3.975 gramas. Para vesti-la como uma do século XIV, várias partes foram reformadas, destacando-se sua cabeça e sua mão direita. Originalmente, ela tinha uma coroa ameada feita de pedaços de madeira e preenchimento de gesso, que foi removida e substituída por uma sobreposta. O braço direito do Menino Jesus também foi substituído por um de prata.

## Lenda sobre sua origem e descoberta
Segundo uma antiga lenda, a imagem foi feita em um ateliê de escultura fundado na Palestina no século I por São Lucas Evangelista. Séculos depois, foi venerada em templos de Acaya e Bizâncio. Posteriormente, o papa Gregório Magno presenteou esta escultura a São Leandro, arcebispo de Sevilla visigoda. O arcebispo colocou a imagem em uma ermida nos arredores da cidade. Durante a invasão muçulmana de 711, os cristãos da cidade a colocaram em uma caixa e a esconderam junto ao rio Guadalupe, na região da serrania de las Villuercas, aos pés da serra de Altamira.
- Predefinição:Relación OSM
- «-5.325738 15» (em inglês). no Wikimapia
- 18px Ayuntamiento de Guadalupe
- Imágenes e Información sobre la Virgen de Guadalupe y su historia con España
- Real Monasterio de Guadalupe
- Real Asociación de Caballeros de Nuestra Señora de Guadalupe
- Fiesta de la Hispanidad - Página Web Turismo de Extremadura
- Asociación Cívica Extremeña "Virgen de Guadalupe"
- ¿Por qué coincide la Fiesta Nacional de España con la Virgen del Pilar? - www.abc.es
- Hispanidad: ¿Guadalupe o el Pilar? - www.guadalupex.org
- Guadalupe centra los actos en el Día de la Hispaniad - Hoy.es